# ديفيد ديفيز (مهندس)
ديفيد ديفيز (بالإنجليزية: David Davies)‏ هو مهندس بريطاني، ولد في 28 أكتوبر 1935.